# Irmãs do Coração de Jesus Sacramentado
A Congregação de Irmãs do Coração de Jesus Sacramentado é uma congregação religiosa católica de vida apostólica e de direito pontifício, fundada pelo sacerdote mexicano José María Robles Hurtado, em Nochistlán de Mejía (México), em 1918. Às religiosas deste instituto conhecesse-lhes como Irmãs do Coração de Jesus Sacramentado e pospõem a seus nomes as siglas H.C.J.S.

## História

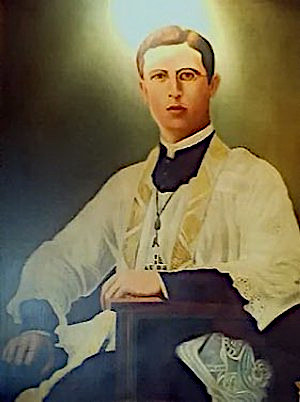
José María Robles Hurtado (1888-1927), fundador da congregação.

O sacerdote mexicano José María Robles Hurtado, nomeado coadjutor da paróquia de Nochistlán de Mejía, no estado de Zacatecas (México), em 1916, dedicou-se com especial esforço à restauração do hospital da localidade. Dois anos mais tarde, em 27 de dezembro de 1918, fundou uma congregação feminina, com o nome de Vítimas do Coração Eucarístico de Jesus, com o fim de dedicar-se à atenção do centro sanitário. Com a aprovação do arcebispo de Guadalajara, Francisco Orozco e Jiménez, o instituto começou seu estatuto jurídico como congregação religiosa de direito diocesano.
O governo mexicano, em 1926, suprimiu a nova congregação e proibiu as atividades religiosas a seus membros. A superiora geral e outras quinze religiosas foram encarceradas por desobediência. O fundador, que tinha prosseguido com as atividades pastorais em clandestinidade, foi condenado à forca. Em 1933, a Santa Sé autorizou ao arcebispo de Guadalajara, a aprovação do instituto, passando a ser uma congregação religiosa de direito pontifício e adquirindo o nome atual de Irmãs do Coração de Jesus Sacramentado.

## Organização
A Congregação de Irmãs do Coração de Jesus Sacramentado é um instituto religioso internacional de direito pontifício centralizado, cujo governo é exercido por uma superiora geral. A casa central encontra-se em Guadalajara (México).
As religiosas deste instituto dedicam-se à atenção dos enfermos, no entanto estão abertas a outros tipos de atividades, segundo as necessidades do lugar onde se encontrem. Sua espiritualidade é vicenciana, têm por patrono a São Vicente de Paulo, como lema «amar e servir» e fazem parte da Família Vicenciana.
Em 2015, a congregação contava com umas 311 religiosas e 46 comunidades, presentes em Angola, Estados Unidos, México e Peru.